# Peter Henschen
Peter Henschen (* 26. April 1923 in Bremen; † 28. Juni 2007) war ein deutscher Politiker (FDP) und Mitglied der Bremischen Bürgerschaft.

## Biografie
Nach dem Abschluss der Höheren Handelsschule absolvierte Henschen eine Ausbildung zum Großhandelskaufmann, wurde im Herbst 1941 im Reichsarbeitsdienst eingesetzt und war von 1942 bis 1945 Soldat der Wehrmacht.
1946 erfolgte eine Lehre als Speditionskaufmann. Anschließend war er als kfm. Angestellter im Großhandel und im Speditionswesen berufstätig, seit Februar 1964 selbständiger Speditionskaufmann.

## Politik
Henschen war von 1933 bis 1941 Mitglied der HJ, 1940/41 dort auch Stammführer. Am 25. Mai 1941 beantragte er die Aufnahme in die NSDAP und wurde zum 1. September desselben Jahres aufgenommen (Mitgliedsnummer 8.594.208). Von 1941 bis 1945 war er SS-Anwärter.
Im April 1948 wurde er in Anwendung der Jugendamnestie als „nicht betroffen“ entnazifiziert.
Er war Mitglied der FDP und von Februar 1974 bis März 1979 Vorsitzender des FDP-Kreisverbands Bremen-Stadt. Von April 1977 bis Oktober 1979 war Henschen in Nachfolge des verstorbenen Abgeordneten Harry John Mitglied der 9. Bremischen Bürgerschaft.